# Радио Милева (3. сезона)
Трећа сезона хумористичке телевизијске серије Радио Милева емитована је од 11. октобра 2022. на РТС 1. Трећа сезона се састоји од 50 епизода.

## Радња
Трећа сезона, са нових 50 епизода доноси смех, сузе, нове ликове и догодовштине добро познатих станара зграде у Ранкеовој 12.
Милева ће бити приморана да покуша да реши своје финансијске проблеме уз помоћ њене тетке из Лондона, са којом не разговара већ деценијама.
Жанина сестра Ратка ће по сваку цену покушати да уплови у озбиљну љубавну везу са Васом Канаринцем, због чега ће највише страдати Дача, а Цока ће, у потрази за новим послом, покушати да од Милеве сазна све тајне заната пословне секретарице.
Јеца ће покушати да среди свој љубавни живот и то, ни мање ни више, него са дугогодишњим удварачем Леоном, а Леон и Микица ће, пак, имати необичну авантуру са "очинством".
Наталија ће се, после неуспеле књижевне каријере, због које је напустила школу, уз Милевину и Цветину помоћ, вратити послу професорице књижевности, а у школи је очекује љубавна авантура. Соња ће и даље покушавати да са што мање учења оствари добар успех у школи, што неће обрадовати Милеву.

## Епизоде
| Бр. еп. (укупно) | Бр. еп. (у сезони) | Наслов | Редитељ       | Сценариста              | Премијера          |
| --- | ------------------ | ------ | ------------- | ----------------------- | ------------------ |
| 46 | 1                  |        | Елмир Јукић   | Жељко Хубач             | 11. октобар 2022.  |
| Mилева годину дана није плаћала рачуне за стан и судски јој је обустављена пензија до исплате дугова. Соњи се покварио мобилни телефон, а блокирали су јој и youtube канал, па не може да зарађује. Наталија је остала без пуног фонда часова. Породица Мајсторовић је пред банкротом. Али немају само Мајсторовићи финансијске проблеме. Дача је позајмио велику своту новца ортаку, који је те паре уложио у ресторан енглеске кухиње, али не може да почне са радом и врати дуг, јер на тржишту нема квалификованог кувара. Долазак у Београд Милевине тетке Бање, која је пре шест деценија емигрирала у Енглеску и за коју сви мисле да је богата, требало би да реши финансијске проблеме у Ранкеовој 12. Али, испоставља се да Бања и није баш тако богата. |                    |        |               |                         |                    |
| 47 | 2                  |        | Елмир Јукић   | Зорица Цвијетић         | 12. октобар 2022.  |
| Милева добија лекарски налаз да болује од Лајмске болести и да јој је остало још 24 часа живота. Пада у очај али потом одлучује да своје последње сате живота искористи на најбољи могући начин. Почиње да ради све оно за шта током читавог живота није имала храбрости, а желела је. Следи низ авантуристичких, бизарних и опасних ситуација кроз које пролази. |                    |        |               |                         |                    |
| 48 | 3                  |        | Елмир Јукић   | Маријана Чулић Вићентић | 14. октобар 2022.  |
| Милева је у великој недоумици шта да купи као поклон за осамнаести рођендан унуци Соњи. Посаветује се са Цветом у вези са поклоном, али без пуно успеха јер је тренутно опседнута дотеривањем за заказане састанке са непознатим мушкарцима. Цвета ипак дозна да би Соња желела да има нови мобилни телефон. За тај поклон потребно је издвојити осамсто евра. Пред Милевом је сада велики проблем - како да дође до тог новца. |                    |        |               |                         |                    |
| 49 | 4                  |        | Елмир Јукић   | Зорица Цвијетић         | 17. октобар 2022.  |
| У зграду долази мистериозни нови станар, ветеринарски техничар који је годинама живео у Канади. То је Радетов рођени брат Васа који се усељава у стан у ком је живео Раде. Свим станарима зграде а посебно Лисичићу, Васа делује као сумњиво лице. Сви су збуњени новим необичним комшијом који као доктор Дулитл усељава у стан и своје животиње - канаринце због којих и добија надимак Васа Канаринац. |                    |        |               |                         |                    |
| 50 | 5                  |        | Елмир Јукић   | Зорица Цвијетић         | 18. октобар 2022.  |
| Васа Канаринац ступа у ближи контакт са докторком Викторијом која жели да купи пса те се консултује са Васом око избора расе. Њихов однос станари зграде тумаче као романсу. Закључују да се Васа и Викторија познају од раније и да имају дугогодишњу љубавну, тајну аферу те да је Васа због Викторије и дошао из Канаде. Да ли је то истина или је Викторија ипак верна свом супругу? |                    |        |               |                         |                    |
| 51 | 6                  |        | Елмир Јукић   | Зорица Цвијетић         | 19. октобар 2022.  |
| После дугог размишљања Милева је дошла до закључка да је њен живот улудо проћердан. Досадило јој је да стално служи другоме и једва преживљава од мале пензије. Одлучила је да направи радикалан рез у свом животу - и оде у манастир. Професор Марић јој каже да не мора да иде у манастир да би пронашла духовност, јер је бог свуда око њих. Милевина ћерка, Наталија, забринута је због Милевине идеје, а Милевина унука, Соња, не верује да ће њена бака да предузме тако драстичан корак у свом животу. |                    |        |               |                         |                    |
| 52 | 7                  |        | Елмир Јукић   | Зорица Цвијетић         | 20. октобар 2022.  |
| У зграду долази рођена Жанина сестра која је очајна јер је прешла 40. годину, а још увек је неудата и сама. Моли Жану да је упозна са неким мушкарцем. Жана ангажује Моцу, а Моца Милеву да нађу погодног потенцијалног младожењу. Милева мисли да је Васа Канаринац идеалан за Жанину сестру. Уговара вечеру како би спојила две усамљене душе. Да ли ће међу њима букнути романса? |                    |        |               |                         |                    |
| 53 | 8                  |        | Елмир Јукић   | Жељко Хубач             | 21. октобар 2022.  |
| Жанина сестра Ратка, вишеструка победница лесковачке роштиљијаде, оптужује Моцу да је он крив због тога што се она заљубила у Васу Канаринца, који неће да се ожени њоме. Тражи савет како да га освоји, а Моца јој сугерише да љубав на уста улази. Али Васа не воли пљескавице, плаши се брака и жели да пријави Стевану Лисичићу, који није код код куће, због узнемиравање. Васа моли Марту да га сакрије од Ратке. Али од Ратке је немогуће побећи. И од Стевана, који почиње да сумња у Мартину верност због Васе Канаринца. Наталија никако не успева да заинтересује издаваче за њен синопсис за роман, очекује важно писмо од издавача, којег се докопала Милева, јер се поштар Велизар напио. Милева пред целом кафаном чита писмо намењено Наталији. Дача је преко својих веза у општини успео да прошири башту на целом тргу, онемогућивши на тај начин Јеци да уђе у свој салон. Јеца се одлучује за контраофанзиву и измешта соларијум у башту. Следи обрачун. |                    |        |               |                         |                    |
| 54 | 9                  |        | Елмир Јукић   | Жељко Хубач             | 24. октобар 2022.  |
| Стеван уходи Марту јер, након што је затекао насамо са Васом Канаринцем, сумња да га вара. Марта моли Милеву да јој помогне, Милева пристаје али ствари крену по злу, а Стеван и Ратка полуде од љубоморе. Милева је принуђена да ситуацију решава тако што од Даче тражи да јој обије стан. Истовремено, Цвета сумња да је Микица у вези са неком глумицом. И она се обраћа Милеви за помоћ. Њих две, истражујући случај, долазе до погрешног закључка да се Микица заљубио у остарелу глумицу, због чега ангажују доктора Саву Марића да им помогне. |                    |        |               |                         |                    |
| 55 | 10                 |        | Елмир Јукић   | Маријана Чулић Вићентић | 25. октобар 2022.  |
| Због рутинске операције препонске киле, Стеван Лисичић је принуђен да извесно време одсуствује са позиције управника зграде на Неимару. Привилегија да буде Стеванов заменик припада Васи Канаринцу, човеку који се ту тек недавно доселио. Иако се Васа истински труди да буде Стеванов доследан заменик, дешавања у згради му никако не иду на руку. |                    |        |               |                         |                    |
| 56 | 11                 |        | Елмир Јукић   | Зорица Цвијетић         | 26. октобар 2022.  |
| Јеца жели да остави добар утисак на нову муштерију, модерну девојку, инфлуенсерку Карлу која је дошла како би многобројним пратиоцима пренела утиске из салона "Афродита". Међутим, све креће по злу када Јецу изненада посете родитељи са торбама пуним свеже закланих пилића са имања у Калуђерици. |                    |        |               |                         |                    |
| 57 | 12                 |        | Елмир Јукић   | Жељко Хубач             | 28. октобар 2022.  |
| Цоки се удвара старија муштерија Пјер, који је јако богат. Пјер је обећао Цоки да ће је запослити у његовој фирми као пословну секретарицу и дати јој велику плату. Иначе, Пјер је ожењен младом женом Кристином која се, пак, тајно виђа са Леоном. Пјер и Кристина су везани предбрачним уговором који им, у случају преваре партнера, омогућава значајну финансијску добит. У томе Леон види шансу за зараду. Цока је решила да уложи у своју едукацију и ангажује Милеву да јој одржи убрзани курс за пословне секретарице. Милева даје све од себе да од Цоке направи врхунску пословну секретарицу. Али, ствари на плану практичне наставе не теку онако како је Милева замислила. |                    |        |               |                         |                    |
| 58 | 13                 |        | Елмир Јукић   | Зорица Цвијетић         | 31. октобар 2022.  |
| Милева је у финансијској кризи те долази на идеју да отвори агенцију за прорицање судбине у заједничкој просторији зграде коју жели да рентира. Уговара скуп станара и износи предлог. Станари гласају. Милева уз један глас предности, добија просторију и почиње са новим послом - прорицањем судбине лицима која долазе. |                    |        |               |                         |                    |
| 59 | 14                 |        | Елмир Јукић   | Зорица Цвијетић         | 1. новембар 2022.  |
| Цвета од комшилука крије да је упловила у везу са пуно млађим мушкарцем. Милева има нови мобилни телефон па, покушавајући да савлада опције паметног телефона, у свом стану прави општу пометњу усред ноћи. За то време, Микица правним саветима помаже фризерки Цоки да наплати стари дуг. |                    |        |               |                         |                    |
| 60 | 15                 |        | Елмир Јукић   | Зорица Цвијетић         | 2. новембар 2022.  |
| Милева је прозрела Цветину тајну љубавну везу и успева да је убеди да их упозна са својим млађим партнером. Сликар Леон је љубоморан на однос који су фризерка Цока и адвокат Микица развили током решавања случаја наплате старог дуга, а Васа је ту да помогне Леону да залечи сломљено срце. |                    |        |               |                         |                    |
| 61 | 16                 |        | Елмир Јукић   | Зорица Цвијетић         | 4. новембар 2022.  |
| Јеца долази код Милеве, очајна јер је родитељи осуђују што је још увек неудата. Милева јој гледа у шољу у којој види да Јецу чека љубав живота, човек из снова. Јеца је збуњена и усхићена. Истога дана у башти кафића Таволино упознаје шармантног господина Вука. Рађају се обостране симпатије. |                    |        |               |                         |                    |
| 62 | 17                 |        | Елмир Јукић   | Зорица Цвијетић         | 7. новембар 2022.  |
| Јеца схвата да је заљубљена, сматра да је Милева све погодила и да ће се удати за Вука. Сва у заносу, изненада доживљава велико разочарење. Сазнаје да је Вук ожењен и да има дете. Вукова супруга долази код Јеце у салон, настаје сукоб жене и љубавнице али заједно са докторком Викторијом одлучиће да се удруже и да се освете Вуку - прељубнику и преваранту. А освета је сурова... |                    |        |               |                         |                    |
| 63 | 18                 |        | Елмир Јукић   | Зорица Цвијетић         | 8. новембар 2022.  |
| Наталија је добила трећу награда на конкурсу за најбољу причу, али нема довољно новца да отпутује да би примила награду. Тражи од Милеве да јој позајми новац, али она неће да јој помогне. Наталија се забрине када затекне Милеву како без свести лежи на поду. Када се Милева пробуди не се ћа се ничега из своје прошлости. |                    |        |               |                         |                    |
| 64 | 19                 |        | Елмир Јукић   | Зорица Цвијетић         | 9. новембар 2022.  |
| У кафић Таволино упадају пљачкаши који држе неке од затечених станара зграде као таоце. Траже од Даче новац. Долази Дачин стари друг, Чоко-Моко, белосветски криминалац с дебелим досијеом и љубитељ танга, који решава ствар. Наталија се фатално заљубљује у Чоко Мока, одушевљена његовом одлучношћу. |                    |        |               |                         |                    |
| 65 | 20                 |        | Елмир Јукић   | Зорица Цвијетић         | 10. новембар 2022. |
| Милева је огорчена због Наталијине везе са криминалцем, Чоко Моком. Смишља начин како да растури тек започету, страствену романсу. Са друге стране, Викторија се жали Јеци како је муж- доктор Сава запоставља као жену. Јеца јој даје љубавни напитак који Сава испија те моментално постаје обузет неконтролисаном страшћу у којој грешком спопада и Васу Канаринца мислећи да је Викторија. Милева успева на лукав начин да растури везу између Наталије и Чоко Мока. |                    |        |               |                         |                    |
| 66 | 21                 |        | Елмир Јукић   | Зорица Цвијетић         | 11. новембар 2022. |
| Милева обавештава Наталију и Соњу да крену са припремама за породичну славу - Митровдан. Наталија је у великој депресији. Пати јер је Чоко Моко изненада престао да јој се јавља из њој непознатог разлога. Не знајући да је Милева кривац за прекид контакта, Наталија одбија да помаже око славе и да присуствује слави. Милеву почиње да гризе савест, и позива Чоко Мока на славу. |                    |        |               |                         |                    |
| 67 | 22                 |        | Елмир Јукић   | Зорица Цвијетић         | 14. новембар 2022. |
| Долази Милевин брат Срећко, прерушен у жену јер бежи од криминалаца који желе да га убију због новчаног дуга. Наталија са узбуђењем чека свог вољеног Чоко Мока, али се појављују сви осим оног ког жели. Ненајављен долази и Наталијин бивши муж, Нинослав али и Микица који Наталији открива да је воли. Стиже и Чоко Моко. Избија сукоб између мушкараца због Наталије. |                    |        |               |                         |                    |
| 68 | 23                 |        | Елмир Јукић   | Зорица Цвијетић         | 15. новембар 2022. |
| Наталија на почетку епизоде каже да је радила у школи. Долазак Звонка. Џо, Соњина другарица спава код Соње, под изговором да би училе, али Џо свако вече одлази да се види са дечком. Марић и Викторија се посвађају, Милева их мири. Милева изиграва психијатра у помирењу. Милева се спријатељи са Викторијом. Звонко се надува код Леона, играју сони, пију и дувају... |                    |        |               |                         |                    |
| 69 | 24                 |        | Дејан Зечевић | Маријана Чулић Вићентић | 16. новембар 2022. |
| Милева, која двадесет година није ишла у позориште, добије карту од Викторије. Њих две намеравају да гледају оперу "Кармен". Цвета је љубоморна на то што се Милева све више дружи са Викторијом. Дача хоће да отвори пицерију. То му је животни сан. Волео би да је отвори у близини његовог кафића. Проценио је да му за ту сврху највише одговара Јецин фризерски салон. Дача шаље претеће писмо о бомби Јеци ако се не исели. |                    |        |               |                         |                    |
| 70 | 25                 |        | Дејан Зечевић | Зорица Цвијетић         | 17. новембар 2022. |
| Васа ставља оглас везан за колонију мрава. Наталија му каже да је неписмен, и узима да лекторише његов текст. Соња је уганула ногу, а Звонко је прегледа. Соњи се учини да јој се допада Звонко па то исприча својој најбољој другарици, Џо. Наталији се такође учини да јој се допада Васа, сања сан у коме се љуби са Васом, па жели да се сан одигра и на јави. Наталија прави журку, Милева и Цвета одлазе у бању, али се истог дана враћају и затичу хаос после журке. |                    |        |               |                         |                    |
| 71 | 26                 |        | Дејан Зечевић | Зорица Цвијетић         | 18. новембар 2022. |
| Да би урадио нешто корисно за станаре зграде у којој је управник, Стеван хоће да прави игралиште за децу испред зграде. Радницу у Јецином салону, Суки, посећује мајка која је бивша мисица. Сара Милеви прича о љубавним проблемима и како не уме да раскине са дечком Миланчетом. Миланче, Сарин дечко долази у кафић, где Дане уместо Саре раскида са њим. |                    |        |               |                         |                    |
| 72 | 27                 |        | Дејан Зечевић | Зорица Цвијетић         | 7. децембар 2022.  |
| Соња има само један викенд да за лектиру прочита роман "Злочин и казна". Наталија одбија да јој преприча дело свог омиљеног писца, али Милева смишља начин како да Соњу мотивише. Док Милева с пуно енергије "проживљава" догађаје из романа Ф. М. Достојевског, у кафићу Таволино се дешавају мутне радње везане за организовање партије покера. |                    |        |               |                         |                    |
| 73 | 28                 |        | Дејан Зечевић | Зорица Цвијетић         | 8. децембар 2022.  |
| Милева у подруму зграде пече паприке да би направила свој специјалитет - ајвар. У том послу помаже јој Моца. Управник зграде, Стеван Лисичић, сматра да је то недопустива пракса и користи више начина у покушају да је саботира, али у том окршају комшилук ће стати на њену страну и урадиће све за теглу Милевиног ајвара. Поготово Викторија која жели да има ајвар за госте на прослави рођендана доктора Марића. |                    |        |               |                         |                    |
| 74 | 29                 |        | Дејан Зечевић | Зорица Цвијетић         | 11. децембар 2022. |
| Моца жели да гледа важну фудбалску утакмицу, али никако не успева да дође на ред до телевизора од његове супруге Жане која не пропушта ниједну турску сапуницу. Када Моца сакрије даљински управљач, Жана ће урадити све да пронађе начин да сазна шта се дешава у њеној омиљеној серији. Жана оде код Милеве да гледа серију. Милева има своје муке - покушава да одговори Соњу од намере да се тетовира. |                    |        |               |                         |                    |
| 75 | 30                 |        | Дејан Зечевић | Зорица Цвијетић         | 12. децембар 2022. |
| Испред зграде у којој станује Милева планирана је изградња фонтане. Милева проверава код Росе ко је нови директор школе. То је Цветин бивши љубавник - Ера. Милева спрема посебну стратегију не би ли Цвета помогла Наталији да се врати у школу у којој би поново радила као наставница српског језика. |                    |        |               |                         |                    |
| 76 | 31                 |        | Дејан Зечевић | Зорица Цвијетић         | 15. децембар 2022. |
| Јеца и Дача су модернизовали локале које воде. Јеца је у фризерској радњи набавила нови соларијум, а Дача нови апарат за кафу. Додатни немир међу комшије уноси повратак Ратке, Жанине рођаке коју карактеришу бурне промене расположења. Жана, с друге стране, сумња да Моца има љубавницу. Милева се претвара да је сломила ногу, не би ли тако смањила обим обавеза које сви од ње очекују. |                    |        |               |                         |                    |
| 77 | 32                 |        | Дејан Зечевић | Зорица Цвијетић         | 16. децембар 2022. |
| Марта сања Стевана како плеше са стриптизетама. Соња каже професору да је Милева на самрти, да би поправила оцену. Жана избацује Моцу из стана. Управница суседне зграде долази Лисичићу на врата, Марта је љубоморна, избацује Лисичића из стана. Серенада испред зграде. Соња се напила. |                    |        |               |                         |                    |
| 78 | 33                 |        | Дејан Зечевић | Зорица Цвијетић         | 19. децембар 2022. |
| Старе инсталације у згради, сакупљају се паре за замену. Милева хоће да прода стан. |                    |        |               |                         |                    |
| 79 | 34                 |        | Дејан Зечевић | Зорица Цвијетић         | 20. децембар 2022. |
| Стеван сања како се Звонко венчао Соњом. Дете испред Леоновог стана. Микицина девојка хоће да усвоји дете. Цвета растура везу, дете усваја Микицина девојка. |                    |        |               |                         |                    |
| 80 | 35                 |        | Дејан Зечевић | Зорица Цвијетић         | 21. децембар 2022. |
| У Таволино долази Дачина бивша жена Марија са захтевом да се Таволино прода као имовина стечена у браку, и да јој Дача исплати пола новца. Дача одбија. Марија му смешта мафијаше да га ударе колима. Дача поломљен и крвав долази код Милеве како би се склонио од убица. У бунилу му се привиђа појава у црном - Смрт, која задаје Дачи услов - да ће га оставити у животу под условом да заведе Милеву и наведе је да се заљуби. Дача почиње да шармира Милеву. Милева је шокирана Дачиним завођењем. Да ли ће Дача освојити Милевино срце и остати жив? |                    |        |               |                         |                    |
| 81 | 36                 |        | Дејан Зечевић | Зорица Цвијетић         | 22. децембар 2022. |
| Лисичић чује романтични разговор Даче и Милеве. Закључи да је Наталија Дачина ћерка. Цока саопштава Јеци да се удаје за добростојећег господина, који је слободан и сам а у ког је лудо заљубљена. Група родитеља долази испред зграде, протестују што је Наталија ђацима закључила лоше оцене. Милева уводи бесне родитеље у стан. Настаје општи хаос. Цока у Таволину угледа свог вољеног који прославља са супругом рођендан свог детета. Згранута и очајна због откривања истине, поверава се Милеви, која спрема бруталну освету. |                    |        |               |                         |                    |
| 82 | 37                 |        | Дејан Зечевић | Зорица Цвијетић         | 23. децембар 2022. |
| Наталија је добила две карте за Венецијански филмски фестивал од другарице из детињства која живи у Холивуду. И Соња и Милева желе да иду на фестивал. Милева ипак попушта и почиње велико спремање Наталије и Соње за Венецијански фестивал. У зграду долази Гаврило који са Леоном прави колаж. Скупља новине по згради. Нехотице узима карте за Венецијански фестивал. Да ли ће их употребити за колаж у незнању, или ће Наталија и Соња ипак отићи на величанствени догађај? |                    |        |               |                         |                    |
| 83 | 38                 |        | Дејан Зечевић | Зорица Цвијетић         | 26. децембар 2022. |
| Цвета хоће да покрене модну линију fashion-passion, и да продају хаљине, путем инстаграма. Соња позива професионалног фотографа да им фотографише сашивене хаљине, за Инстаграм. Бивша времешна мисица се набацује Моци, спопада га. Таман када продаја хаљина крене и модни бизнис почне да цвета, мисица их пријављује тржишној инспекцији и читав посао пропада. |                    |        |               |                         |                    |
| 84 | 39                 |        | Дејан Зечевић | Зорица Цвијетић         | 27. децембар 2022. |
| Mилева улази у стан, унеређена изметом голубова. Не очајава већ мисли да је то знак великог материјалног добитка. Љубиша, бивши Милевин удварач, баш тог дана, позива Милеву да се коцкају. Милева прихвата, убеђена да ће добити велики новац. У Таволину организују партију, коцкају се. Гаврило се скрива од Лисичића јер не жели да ради као физикалац на Лисичићевом плацу, на Руднику. Да ли ће Милева изгубити сав новац на коцки, или је предзнак - измет голубова - био тачан. |                    |        |               |                         |                    |
| 85 | 40                 |        | Дејан Зечевић | Зорица Цвијетић         | 28. децембар 2022. |
| Наталију неко прати, ради се о псу. Викторији на врата долази пацијенткиња са дечком који жели да замени својој девојци уграђене груди јер старе нису довољно велике. У стану породице Мајсторовић, сви су збуњени незваним гостом - псом, не знају шта би са њим. Викторијина пацијенткиња жели да купи пса. Милева одбија да прода пса. Наталија, Соња и Милева заволе пса, али баш када донесу одлуку да га задрже, појављује се власница. Да ли ће пас отићи са власницом или ће остати у Милевином стану? |                    |        |               |                         |                    |
| 86 | 41                 |        | Елмир Јукић   | Маријана Чулић Вићентић | 29. децембар 2022. |
| Бесна фризерка Јеца отера Принца, уображеног фризера, из свог салона, јер се он пуно пута надмено понашао према њој и служио се бројним манипулацијама. Принц оде код Цвете и, сав уцвељен, тражи од ње да је прими у стан јер му је, наводно, умрла мајка. Додворава се Цвети и убеђује је да му је она најбоља пријатељица. Милеви се не допада то што види Принца у Цветином стану. |                    |        |               |                         |                    |
| 87 | 42                 |        | Елмир Јукић   | Маријана Чулић Вићентић | 30. децембар 2022. |
| Принц је у стану код Цвете. Он заправо лаже Цвету да му је умрла мајка. Микица је код Милеве и Наталије. Помаже Соњи да поправи оцене. Соња похађа IV разред и важан јој је успех да би могла да се упише на факултет. Милева и Лисичић се удружују да раскринкају Принца. Милева краде Принчев телефон. Принц пријављује полицији да му је Милева украла телефон. Полиција одводи Милеву и Лисичића. |                    |        |               |                         |                    |
| 88 | 43                 |        | Елмир Јукић   | Маријана Чулић Вићентић | 31. децембар 2022. |
| Цвета убеђује Принца да мора да оде код породице Мајсторовић и извини јој се за лоше понашање према Милеви. Он то нерадо чини, јер му је Милева украла мобилни телефон. Кад се врати из полиције, Милева држи Принца и Цвету заточене код ње у стану док се не заврши заврзлама око Принчеве мајке. Милева жели да га раскринка. Принц Наталији убацује црв сумње како је Микица заљубљен у њу. |                    |        |               |                         |                    |
| 89 | 44                 |        | Елмир Јукић   | Жељко Хубач             | 3. јануар 2023.    |
| Дане вежба телекинезу. Лисичић поставља рампу да Дача не би могао комбијем да приђе кафићу. Милева са Цветом, Мартом и Жаном призива духове (женска недеља). Цвета хоће да промене ритуале и да вежбају. Дачи долази жена (Силвија) која од њега тражи да повећа алиментацију. Силвија сумња да Дача има штек у кафићу, посвађају се, туку и даве, Јеца то види из салона. Јеца посумња да је Дача убио жену па то јавља Милеви. |                    |        |               |                         |                    |
| 90 | 45                 |        | Елмир Јукић   | Зорица Цвијетић         | 4. јануар 2023.    |
| Соња долази уплакана, јер јој је лош просек у школи, жали се Милеви да неће моћи да упише факултет. У стан стижу непозвани и неочекивани гости - Соњини баба и деда, родитељи Соњиног оца. Богати, у скупој и фирмираној одећи, са гомилом вредних поклона за унуку Соњу. Цвета је у депресији. Доктор Сава је саветује да се активира. Цвета креће на клизање на леду, јер је клизање њена љубав из детињства. Деда Соњи хоће да купи диплому, Милева се противи, настаје велика породична свађа. |                    |        |               |                         |                    |
| 91 | 46                 |        | Елмир Јукић   | Зорица Цвијетић         | 5. јануар 2023.    |
| Соњини деда и баба су код Марића на сеанси. Они купују Леонову слику да би поклонили Соњи. Слику купују од бизнисмена који хоће да намести своју жену Леону, како би је Леон завео, све то снимио, те би то био доказ за развод. Бизнисменова жена све то схвати па Леону понуди другачији договор. Милева сања комбинацију за спортску прогнозу коју јој Лепомир исприча у сну. Дача и Леон улазе са Милевом у заједничко клађење. Дане, међутим, не уплаћује тикет. |                    |        |               |                         |                    |
| 92 | 47                 |        | Елмир Јукић   | Зорица Цвијетић         | 6. јануар 2023.    |
| Наталија улази у школу, среће Мату, професора математике, који јој се удвара. Марта се жали како по цео дан напорно ради за Звонка и Стевана, те да више не може то да издржи и да ће да оде у Црвенку код својих. Међутим, одлази код Марића и Викторије у стан на неколико дана. Стеван се никако не сналази сам код куће. Милева долази у школу да оправда Соњи часове. |                    |        |               |                         |                    |
| 93 | 48                 |        | Елмир Јукић   | Зорица Цвијетић         | 9. јануар 2023.    |
| Соња зове усред ноћи Милеву, не може да спава јер има трему пред матуру. Креће потрага за матурском хаљином. Милева, Наталија и све комшије се ангажују око куповине. Свако се труди да Соњи поклони најлепшу хаљину. Дача позајмљује ауто да би одвезао Соњу на матуру. Прави се журка у Таволину, и све комшије испраћају Соњу на матуру. Видећемо чију хаљину је Соња одабрала и како се окончало матурско вече. |                    |        |               |                         |                    |
| 94 | 49                 |        | Елмир Јукић   | Зорица Цвијетић         | 10. јануар 2023.   |
| Соња се спрема да упише факултет. Жели да упише журналистику, али нема довољан просек за упис. Цвета је види као глумицу, а на Моцин савет Милева јој предлаже да буде кројачица јер је сваки занат златан. Долази Викторијина рођена сестра - Магдалена, која се развела и која је у психичком растројству. Леон се заљубљује на први поглед у Магдалену. Магдалена се развела због љубавника, којој јој је обећао да ће се и он развести, али то не чини. |                    |        |               |                         |                    |
| 95 | 50                 |        | Елмир Јукић   | Зорица Цвијетић         | 11. јануар 2023.   |
| Леон, луд од љубави за Магдаленом, тражи од Милеве да му гледа у шољу, и помогне. Магдалена, која је без пребијене паре у џепу, продаје Дачи своју венчану бурму. Пада у депресију и хистерију због несрећног живота и у бесу баца свој кофер кроз прозор. Кофер погађа Гаврила у главу. Станари мисле да је Гаврило мртав. Викторија и Магдалена су као рогови у врећи. Викторија не жели Магдалену у стану. Леон Магдалену позива код себе у стан. Да ли ће се Магдалена преселити код заљубљеног Леона, да ли ће Гаврило преживети а Соња уписати жељени факултет? |                    |        |               |                         |                    |